# Mary Dyer

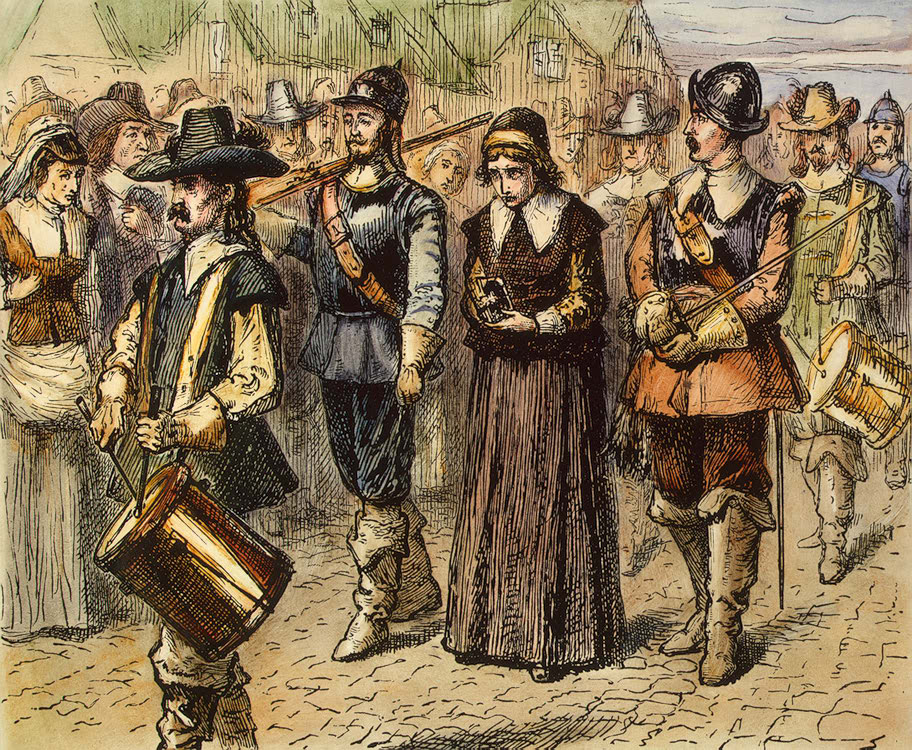
Mary Dyer wird zur Hinrichtung auf dem Boston Common geführt, 1. Juni 1660 (unbekannter Künstler, 19. Jh.)

Mary Barrett Dyer (* um 1611 in London; † 1. Juni 1660 in Boston) war eine Quäkerin, die in Boston (Massachusetts) gehängt wurde, weil sie die Stadt wiederholt betreten hatte, obwohl die Quäker aus ihr verbannt waren.

## Leben
In den frühen 1630er Jahren emigrierten Mary und ihr Ehemann William nach Neuengland, um dem wachsenden Druck zu entgehen, der in England auf Puritaner ausgeübt wurde. Seit 1635 lebten die beiden in Boston. Im Jahr 1637 traf Mary Dyer auf Anne Hutchinson, die lehrte, dass Gott direkt zu jedermann spräche und nicht allein zum Klerus. Mary Dyer wurde eine Anhängerin Hutchinsons und zum Mitglied einer Bewegung, die sich „Antinomische Häresie“ nannte. Die Gruppe organisierte Bibellesungen, bei denen Gegenpositionen zu den religiösen Gesetzen der Puritaner der Massachusetts Bay Colony entwickelt wurden.
1638 wurden Mary Dyer und ihr Ehemann William zusammen mit Anne Hutchinson aus der Kolonie verbannt. Aufgrund der Empfehlung von Roger Williams siedelte die Gruppe mit den Dyers in die Kolonie Portsmouth in Rhode Island um. Dort unterzeichnete William Dyer zusammen mit 18 anderen Männern ein als „Portsmouth Compact“ bekanntes Manifest.
Mary Dyer und ihr Ehemann kehrten zusammen mit Roger Williams und John Clarke im Jahre 1652 nach England zurück. Dort hörte Dyer eine Predigt des Gründers der Quäker, George Fox und konvertierte daraufhin, da sie eine große Nähe zu den von ihr und Anne Hutchinson vertretenen Gedanken verspürte. Schließlich ernannte sie sich selbst zu einer Quäker-Predigerin.
1657 kehrte das Ehepaar Dyer nach Rhode Island zurück. Ein Jahr später reiste Dyer erneut nach Boston, wo ein neues Gesetz die Quäker aus der Kolonie verbannte. Sie wurde verhaftet und aus der Kolonie verbannt. Ihr Ehemann, der nicht zu den Quäkern übergetreten war, wurde nicht verhaftet.
Daraufhin bereiste Mary Dyer Neuengland, um die Lehren der Quäker zu verbreiten. 1658 wurde sie in New Haven in Connecticut verhaftet. Nach ihrer Freilassung kehrte sie nach Massachusetts zurück, um zwei Quäker zu besuchen, die dort inhaftiert und auf Lebenszeit aus der Kolonie verbannt worden waren.
Während eines dritten Besuchs in Massachusetts, bei dem sie zusammen mit einer Gruppe von Quäkern öffentlichen Widerstand gegen das Gesetz leistete, wurde sie erneut verhaftet. In einer kurzen Gerichtsverhandlung wurde sie zusammen mit zwei anderen Quäkern zum Tode verurteilt. Während ihre Mitgefangenen gehängt wurden, konnte ein Einspruch ihres Mannes bei seinem Freund, dem Gouverneur der Kolonie, John Winthrop, in letzter Sekunde eine Begnadigung bewirken – entgegen ihrem eigenen Willen, denn sie hatte sich geweigert, den Lehren der Quäker abzuschwören.
Dyer wurde gezwungen, in die Colony of Rhode Island zurückzukehren. Von dort aus reiste sie nach Long Island, um auch dort die Lehren der Quäker zu verbreiten. 1660 fühlte sie sich berufen, ein weiteres Mal nach Massachusetts zu reisen, um das Gesetz zum Verbot der Quäker zu bekämpfen. Entgegen den Bitten ihres Ehemannes und ihrer Kinder weigerte sie sich, abzuschwören. So wurde sie erneut vor Gericht gestellt und am 31. Mai 1660 zum Tode verurteilt. Am nächsten Tag wurde sie im Boston Common gehängt.
Heute erinnert eine Statue vor dem Massachusetts State House in Boston an Mary Dyer.